# دوري كرة القدم الأمريكية 1953–54
دوري كرة القدم الأمريكية 1953–54 هو موسم من دوري كرة القدم الأمريكية ‏. فاز فيه New York Americans (soccer) ‏.